# Lystrup Kirke
Lystrup Kirke ligger i Lystrup Sogn, 10 kilometer nord for Aarhus C. Kirken blev bygget i 1989, og er en moderne kirke. Anders Bové Christensen og Kaj Mikkelsen fra arkitektgruppen "Regnbuen" i Aarhus har tegnet kirken.
- Kirken set fra øst
- Kirkerummet og altertavle

## Eksterne kilder og henvisninger
- Lystrup Kirke hos KortTilKirken.dk

- Wikimedia Commons har flere filer relateret til Lystrup Kirke